# Euderus metallicus
Euderus metallicus är en stekelart som först beskrevs av William Harris Ashmead 1901.  Euderus metallicus ingår i släktet Euderus och familjen finglanssteklar. Inga underarter finns listade i Catalogue of Life.